# Нігуелас
Нігуелас (ісп. Nigüelas) — муніципалітет в Іспанії, у складі автономної спільноти Андалусія, у провінції Гранада. Населення — 1169 осіб (2010).
Муніципалітет розташований на відстані близько 380 км на південь від Мадрида, 23 км на південь від Гранади.

## Демографія
Динаміка населення (INE ):

## Галерея зображень

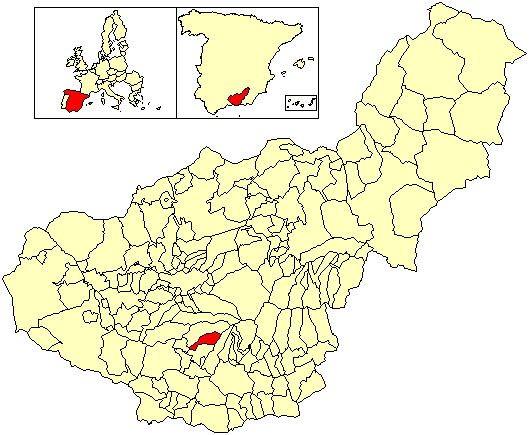
Розташування муніципалітету у провінції Гранада